# نظریه کنترل

مفهوم حلقهٔ پس‌خور برای کنترل رفتار دینامیکی سامانه: این یک پس‌خور منفی است زیرا مقدار حس‌شده از مقدار فرمان (دلخواه) کم‌شده است تا سیگنال خطا که توسط کنترل‌کننده تقویت شده است شکل گیرد.

نظریه کنترل شاخه‌ای میان‌رشته‌ای از علوم مهندسی و ریاضیات است که به رفتار سیستم‌های دینامیکی دارای ورودی می‌پردازد. ورودی اعمال شده به یک سامانه، فرمان یا مرجع نامیده می‌شود. هنگامی که قرار است یک یا چند خروجی سامانه، مرجع خاصی را در بازه زمان دنبال کنند، یک کنترل‌کننده (جبران ساز افزوده شده به سامانه اولیه)، ورودی سامانه را به گونه‌ای دستکاری می‌کند تا تغییرات مناسب در خروجی سامانه پدید آیند و رفتار سامانه به رفتار مطلوب کاربر نزدیک و نزدیک تر گردد.
معمولاً هدف تئوری کنترل یافتن جواب‌های مناسبی برای اجرای جبران‌سازی بهینه رفتار سامانه توسط کنترل‌کننده می‌باشد، به گونه‌ای که موجب پایداری سامانه و آرامش خروجی یا خروجی‌های آن حول یک نقطه کار و عدم نوسان خروجی‌ها حول این نقطه گردد. در بیشتر مواقع، یک دسته معادلات دیفرانسیل رابطه بین ورودی‌ها و خروجی‌های یک سامانه را تعریف می‌کنند. اگر این دسته معادلات، معادلاتی دیفرانسیل خطی با ضرایب ثابت باشند، می‌توان با محاسبه تبدیل لاپلاس آن‌ها یک تابع تبدیل که توصیف‌کننده رابطه بین ورودی و خروجی‌های سامانه است، را به‌دست‌آورد. اگر دسته معادلات دیفرانسیل غیرخطی باشند ولی جواب معینی داشته باشند می‌توان با خطی‌سازی آن‌ها حول یک نقطه کار و مجدداً محاسبه تبدیل لاپلاس، تابع تبدیل سامانه را به‌دست‌آورد.
تابع تبدیل که تابع سیستم یا تابع شبکه نیز نامیده می‌شود، توصیف ریاضی رابطه بین ورودی و خروجی یک جواب خطی تغییرناپذیر با زمان دسته معادلات دیفرانسیل بیان‌کننده یک سامانه می‌باشد. یکی از روش‌های بیان و درک یک سامانه کنترلی نمایش آن با استفاده از نمودار بلوکی است که در آن رابطه بین ورودی‌ها و خروجی‌ها و همچنین توابع تبدیل به صورت دیداری بیان می‌شود.
ابزار و روش‌های کنترلی که ابتدا از مهندسی و ریاضیات به‌دست آمدند، به‌مرور کاربردهای نوینی در عرصه‌های پیچیده‌تر مانند علوم اجتماعی و در زمینه‌هایی ازآن نظیر روان‌شناسی و جامعه‌شناسی هم پیدا کرده‌اند.

## تعریف

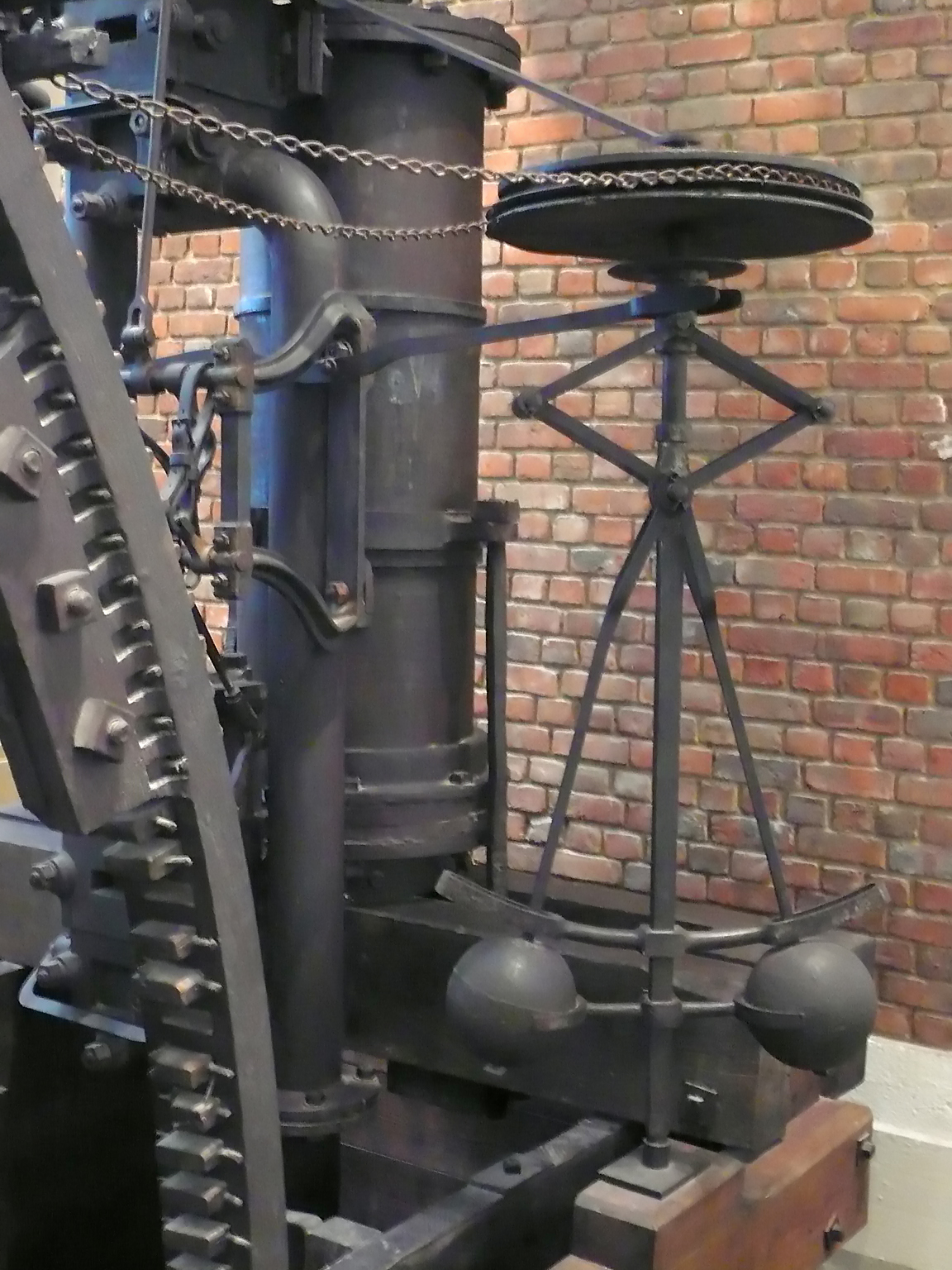
اگرچه سیستم‌های کنترل قدمتی بسیار طولانی دارند، اما مطالعه دقیق آنها با مطالعات جیمز کلرک ماکسول در ۱۸۶۸ بر روی گاورنر گریز از مرکزی، که با عنوان On Governors منتشر شد، آغاز گردید.

منظور از کنترل یک پدیده، دخالت در رفتار آن است، به‌طوری‌که، نتایج مطلوب حاصل گردد. این عمل بدین صورت انجام می‌گردد:
مقدار مورد نظر برای یک سیستم یا همان مقدار مطلوب به عنوان مرجع در نظر گرفته می‌شود. هنگامی‌که یک یا چند تا از خروجی‌های سیستم باید برای رسیدن به مقدار مطلوب عمل نمایند، کنترلر با دستکاری ورودیها سیستم را ناچار به رسیدن به مقدار مطلوب می‌نماید.

## تاریخچه
اگرچه انواع مختلف سیستم‌های کنترلی به دوران باستان برمی گردند، اما تحلیل رسمی‌تر این زمینه با تجزیه و تحلیل دینامیکی گاورنر گریز از مرکز، که توسط فیزیکدان جیمز کلرک مکسول در سال ۱۸۶۸، با عنوان دربارهٔ گاورنر انجام شد، آغاز شد. قبلاً از یک گاورنر گریز از مرکز برای تنظیم سرعت آسیاب‌های بادی استفاده شده بود. ماکسول پدیده خود نوسان را توصیف و تحلیل کرد، که در آن تأخیر در سیستم ممکن است منجر به جبران بیش از حد و رفتار ناپایدار شود. این موضوع باعث ایجاد علاقه شدیدی به این موضوع شد، که در طی آن، همکلاسی ماکسول، ادوارد جان روت، نتایج ماکسول را به صورت انتزاعی برای کلاس عمومی سیستم‌های خطی خلاصه کرد. به‌طور مستقل، آدولف هرویتس با استفاده از معادلات دیفرانسیل در سال ۱۸۷۷ پایداری سیستم را تجزیه و تحلیل کرد و نتیجه آن چیزی بود که اکنون به عنوان قضیه روت-هرویتس شناخته می‌شود.
یک کاربرد قابل توجه کنترل پویا در منطقه پرواز با سرنشین بود. برادران رایت اولین پروازهای آزمایشی موفقیت‌آمیز خود را در ۱۷ دسامبر ۱۹۰۳ انجام دادند و از نظر توانایی کنترل پروازهای خود برای دوره‌های قابل توجهی متمایز بودند (بیشتر از توانایی تولید بالابر از یک ایرفویل که شناخته شده بود). کنترل مداوم و مطمئن هواپیما برای پروازهایی که بیش از چند ثانیه طول بکشد، ضروری بود.
با جنگ جهانی دوم، نظریه کنترل در حال تبدیل شدن به یک حوزه مهم تحقیق بود. Irmgard Flügge-Lotz نظریه سیستم‌های کنترل خودکار ناپیوسته را توسعه داد و اصل انفجار را در توسعه تجهیزات کنترل پرواز خودکار برای هواپیماها اعمال کرد. سایر زمینه‌های کاربرد برای کنترل‌های ناپیوسته شامل سیستم‌های کنترل آتش، سیستم‌های هدایت و الکترونیک بود.
گاهی، از روشهای مکانیکی برای بهبود پایداری سیستم‌ها استفاده می‌شود. به عنوان مثال، تثبیت کننده‌های کشتی باله‌هایی هستند که در زیر خط آب نصب شده و به صورت جانبی ظاهر می‌شوند. در شناورهای معاصر، آنها ممکن است باله‌های فعال کنترل ژیروسکوپی باشند، که توانایی تغییر زاویه حمله خود را دارند تا بتوانند غلبه بر غلتک ناشی از باد یا امواج وارد بر کشتی را تغییر دهند.
مسابقه فضایی نیز به کنترل دقیق فضاپیما بستگی داشت و نظریه کنترل همچنین شاهد استفاده فزاینده ای در زمینه‌هایی مانند اقتصاد و هوش مصنوعی بوده است. در اینجا، ممکن است بگویید که هدف یافتن یک مدل داخلی است که از قضیه تنظیم کننده خوب پیروی کند؛ بنابراین، به عنوان مثال، در اقتصاد، هرچه مدل تجارت (سهام یا کالاها) با دقت بیشتری نشان دهنده عملکرد بازار باشد، با سهولت بیشتری می‌تواند آن بازار را کنترل کند و «کار مفید» (سود) را از آن استخراج کند. در هوش مصنوعی، یک مثال ممکن است یک چپ بات باشد که حالت گفتمان انسانها را مدلسازی می‌کند: هرچه با دقت بیشتری بتواند حالت انسانی را مدل‌سازی کند (مثلاً در یک خط تلفن پشتیبانی صوتی تلفنی)، بهتر می‌تواند وظایف انسان را با مهارت انجام دهد (به عنوان مثال در انجام اقدامات اصلاحی برای حل مشکلی که باعث تماس تلفنی با خط راهنما شده است). این دو نمونه آخر، تفسیر تاریخی محدود تئوری کنترل را به عنوان مجموعه ای از معادلات دیفرانسیل مدل‌سازی و تنظیم حرکت جنبشی در نظر گرفته و آن را به یک تعمیم گسترده تنظیم کننده متقابل با گیاه گسترش می‌دهد.

## نظریه کنترل خطی و غیرخطی
رشته نظریه کنترل را می‌توان به دو شاخه تقسیم کرد:
- تئوری کنترل خطی - این مربوط به سیستم‌های ساخته شده از دستگاه‌هایی است که از اصل برهم‌نهی پیروی می‌کنند، یعنی تقریباً متناسب بودن خروجی با ورودی. آنها تابع معادلات دیفرانسیل خطی هستند. یک زیر کلاس اصلی سیستم‌هایی است که علاوه بر اینها دارای پارامترهایی هستند که با گذشت زمان تغییر نمی‌کنند، که سیستم‌های ثابت زمان خطی (LTI) نامیده می‌شوند. این سیستم‌ها قابل قبول تکنیک‌های ریاضی با دامنه فرکانس قدرتمند با عمومیت زیاد، مانند تبدیل لاپلاس، تبدیل فوریه، تبدیل Z، نمودار Bode، منبع ریشه و معیار پایداری Nyquist هستند. اینها منجر به توصیف سیستم با استفاده از اصطلاحاتی مانند پهنای باند، پاسخ فرکانس، مقادیر ویژه، افزایش، فرکانس‌های تشدید، صفر و قطب می‌شوند، که راه حل‌هایی برای پاسخگویی سیستم و تکنیک‌های طراحی برای اکثر سیستم‌های مورد نظر ارائه می‌دهند.
- نظریه کنترل غیرخطی - این طبقه گسترده‌تری از سیستم‌ها را شامل می‌شود که از اصل برهم‌نهی پیروی نمی‌کنند و برای سیستم‌های واقعی تر اعمال می‌شود زیرا تمام سیستم‌های کنترل واقعی غیرخطی هستند. این سیستم‌ها اغلب توسط معادلات دیفرانسیل غیرخطی اداره می‌شوند. تعداد کمی از تکنیک‌های ریاضیاتی که برای کنترل آنها تولید شده است دشوارتر و بسیار کلی تر هستند، که اغلب فقط در دسته‌های کمی از سیستم‌ها اعمال می‌شوند. اینها شامل تئوری چرخه حد، نقشه‌های پوانکاره، قضیه پایداری لیاپانوف و توصیف توابع است. سیستم‌های غیرخطی اغلب با استفاده از روش‌های عددی در رایانه، به عنوان مثال با شبیه‌سازی عملکرد آنها با استفاده از یک زبان شبیه‌سازی، تجزیه و تحلیل می‌شوند. اگر فقط راه حلهای نزدیک به یک نقطه پایدار مورد توجه باشد، سیستمهای غیرخطی را می‌توان با تقریب آنها با یک سیستم خطی با استفاده از تئوری اغتشاش خطی کرد و از تکنیکهای خطی استفاده کرد.

## رابط سیستم - SISO و MIMO
سیستم‌های کنترل را می‌توان به تعداد ورودی و خروجی به دسته‌های مختلف تقسیم کرد.
- تک خروجی تک ورودی (SISO) - این ساده‌ترین و متداول‌ترین نوع است که در آن یک خروجی توسط یک سیگنال کنترل کنترل می‌شود. به عنوان مثال می‌توان به کنترل کروز، یا سیستم صوتی اشاره کرد که در آن ورودی کنترل سیگنال صوتی ورودی و خروجی امواج صوتی بلندگو است.
- چند خروجی چند ورودی (MIMO) - این موارد در سیستم‌های پیچیده تری یافت می‌شوند. به عنوان مثال، تلسکوپ‌های بزرگ مدرن مانند Keck و MMT دارای آینه‌های متشکل از بخشهای جداگانه هستند که هر کدام توسط یک محرک کنترل می‌شوند. شکل کل آینه به‌طور مداوم توسط سیستم کنترل نوری فعال MIMO با استفاده از ورودی از چندین سنسور در صفحه کانونی تنظیم می‌شود، تا بتواند تغییرات شکل آینه را به دلیل انبساط حرارتی، انقباض، تنش هنگام چرخش و تحریف تغییر دهد جبهه موج به دلیل تلاطم جو. سیستم‌های پیچیده مانند رآکتورهای هسته ای و سلول‌های انسانی توسط کامپیوتر به عنوان سیستم‌های کنترل بزرگ MIMO شبیه‌سازی می‌شوند.

## سیستم کنترل پسخوردی
سیستم کنترل پسخوردی (feedback control system) سیستمی است که از راه مقایسه خروجی و ورودی مبنا و با استفاده از اختلاف آن‌ها به عنوان وسیله کنترل، رابطه از پیش تعیین شده میان خروجی و ورودی را حفظ می‌کند.
سیستمهای کنترل پسخوردی به حوزه مهندسی (الکترونیک) محدود نمی‌شوند و چنین سیستم‌هایی را می‌توان در حوزه‌های دیگر نظیر اقتصاد و زیست‌شناسی نیز یافت.
علت استفاده از پسخورد در سامانه‌های کنترل، کاهش خطای میان ورودی مبنا و خروجی است. کاهش خطای سیستم، تنها یکی از آثار بسیار مهمی است که پسخورد بر یک سامانه دارد. پسخورد بر سایر مشخصات عملکرد سیستم مانند پایداری، پهنای باند، بهرهٔ کل، امپدانس و حساسیت نیز اثر دارد.

## پانوشته‌ها
1. ↑  Maxwell, J.C. (1868). "On Governors". Proceedings of the Royal Society of London. 16: 270–283. doi:10.1098/rspl.1867.0055. JSTOR 112510.
2. ↑  نظریهٔ ریاضی کنترل